# Día de Muertos
El Día de Muertos es una festividad tradicional que se celebra principalmente los días 1 y 2 de noviembre, en la que se reúnen familiares y amigos para rendir homenaje y recordar a seres queridos que han fallecido. La festividad se celebra ampliamente en México, donde se desarrolló en gran medida, y en otros países de América Central y la región andina de América del Sur, principalmente del noroeste argentino, del occidente de Bolivia y del sureste de Perú. En España, por su parte, se celebra en eventos culturales de inmigrantes mexicanos integrados en la sociedad española.
Esta celebración difiere en varios aspectos del Día de Brujas o Halloween y a menudo se les confunde debido a que ambas celebraciones están relacionadas con el período cristiano de Allhallowtide. La festividad se originó como un sincretismo entre las celebraciones católicas del Día de Todos los Santos y el Día de los Fieles Difuntos con las tradiciones de los indígenas de América.
Las tradiciones de esta festividad incluyen elementos distintivos como calaveras y flores de cempasúchil para honrar a los fallecidos. Las familias construyen altares domésticos, denominados ofrendas, donde colocan alimentos y bebidas preferidos por sus difuntos. La conmemoración incluye visitas a los cementerios para dejar estas ofrendas en las tumbas. La celebración incorpora aspectos festivos como el intercambio de calaveras de azúcar entre amigos y la degustación del pan de muerto en familia. Una tradición particular son las calaveras literarias: versos satíricos que funcionan como epitafios humorísticos dedicados a personas vivas.
En 2008, la Unesco declaró la festividad como Patrimonio Cultural Inmaterial de la Humanidad de México.

## Origen e historia
Las opiniones acerca del origen del Día de Muertos en México son diversas y han generado un debate académico. Los investigadores mexicanos están divididos sobre si la festividad tiene raíces genuinamente indígenas prehispánicas o si es una versión reinventada en el siglo XX de una tradición española desarrollada durante la presidencia de Lázaro Cárdenas para fomentar el nacionalismo mexicano a través de una identidad ‘mexica’.
El inicio de la observancia cristiana de Allhallowtide, que incluye el Día de Todos los Santos, así como el Día de los Fieles Difuntos, se celebra en las mismas fechas en lugares como España y el sur de Europa, y en otras partes de la cristiandad. Los críticos de la teoría del origen indígena sostienen que, aunque el México precolombino tenía tradiciones que honraban a los muertos, las representaciones actuales de la festividad tienen más en común con las tradiciones europeas y sus alegorías sobre la vida y la muerte personificadas en el esqueleto humano, que sirven como recordatorio de la naturaleza efímera de la vida.
La historiadora y antropóloga Elsa Malvido, del Instituto Nacional de Antropología e Historia (INAH) de México, es una de las principales críticas de la teoría prehispánica. Malvido argumenta que la tradición del Día de Muertos puede trazarse directamente a la Europa medieval. Ella cuestiona la idea de que la festividad sea un sincretismo de prácticas mesoamericanas y católicas, afirmando que esto ha sido utilizado para minimizar la influencia católica y unificar las prácticas culturales en México. Según Malvido, las prácticas asociadas con el Día de Muertos son más bien el resultado de una compleja historia de tradiciones mortuorias desde la época virreinal hasta el siglo XX, mezcladas con la liturgia católica de Todos los Santos y Fieles Difuntos. Estas prácticas varían según las regiones de México y Centroamérica, reflejando influencias indígenas y modernas propias de cada lugar. Por ejemplo, los tradicionales pan de muertos, calaveritas de dulce, y otras comidas típicas, así como la decoración con altares, son adaptaciones locales de costumbres católicas observadas en zonas rurales de Europa, especialmente en España e Italia.
Las opiniones contrarias afirman que, a pesar de la evidente influencia europea, existen pruebas de festividades precolombinas que eran muy similares en espíritu. Los mexicas celebraban al menos seis festividades al año que se asemejaban al Día de Muertos, la más cercana siendo Quecholli, una celebración en honor a Mixcóatl (el dios de la guerra), que se celebraba entre el 20 de octubre y el 8 de noviembre. Esta celebración incluía elementos como la colocación de altares con tamales cerca de los cementerios de los guerreros para ayudarles en su viaje al más allá.
El poeta mexicano y laureado con el Premio Nobel, Octavio Paz, apoyó firmemente la visión sincrética de que la tradición del Día de Muertos es una continuidad de las antiguas festividades aztecas que celebraban la muerte, como se evidencia en el capítulo «Todos Santos, Día de Muertos» de su ensayo de 1950, El laberinto de la soledad.

### Teotihuacán
El pueblo teotihuacano acostumbraba a hacer ofrenda en honor a los fallecidos casi todo el tiempo, practicando cansados pero intensos rituales con el propósito de que el difunto llegase con bien a uno de los cuatro paraísos según su forma de muerte, conteniendo comida, copal, vasijas, cuchillos, piedras de jade y semillas; utilizaban a los perros xoloescuintles para que les ayudasen a ser la luz en el paso por el inframundo y no se perdieran sin antes llegar al paraíso, sacrificándolos y enterrándolos junto con la persona fallecida.[cita requerida]

### Civilización mexica
La muerte en la civilización mexica tenía un significado diferente al de la religión cristiana, ya que no se basaba en el comportamiento durante la vida para determinar el destino del alma, sino en el tipo de muerte que se había tenido. Las principales civilizaciones mesoamericanas desarrollaron una rica ritualística en torno al culto de los antepasados y la muerte misma, lo que sentó las bases para el actual Día de Muertos. Los mexicas creían en cuatro destinos para las almas de los difuntos: el Tlalocan, un paraíso de abundancia para aquellos que morían en circunstancias relacionadas con el agua; el Omeyocán, un lugar de gozo permanente para los guerreros caídos en batalla y las mujeres que morían durante el parto; el Chichihuacuauhco, donde los niños fallecidos antes de su consagración al agua esperaban para renacer cuando la raza actual se destruyera; y el Mictlán, un lugar de descanso o desaparición al que llegaban las almas tras un tortuoso viaje de cuatro años, acompañadas por un perro Xoloitzcuintle y portando ofrendas para Mictlantecuhtli. Los entierros prehispánicos incluían diversos objetos funerarios, tanto de uso personal como aquellos que el difunto podría necesitar en su tránsito al inframundo.

#### Fiestas de los muertos en la cultura nahua
En la cultura nahua del Anáhuac, no existía un «Día de Muertos» como tal, sino que se honraba a los difuntos en tres fechas diferentes del calendario nahua, conocidas como veintenas, dedicadas a Mictlantecuhtli y Mictlancíhuatl. La primera celebración, llamada Miccailhuitontli o «fiesta de los muertos chiquitos», tenía lugar alrededor del 16 de julio durante el mes de Tlaxochimaco. La segunda, conocida como Miccailhuitl, se llevaba a cabo en octubre, mientras que la tercera se celebraba en marzo. Durante estas fiestas, se realizaban diversas actividades, como cortar y adornar un árbol llamado xócotl, realizar ofrendas, procesiones, sacrificios y grandes comidas. En la Ueymicailhuitl o «fiesta de los muertos grandes», celebrada alrededor del 5 de agosto, la gente acostumbraba colocar altares con ofrendas para recordar a sus muertos, lo que se considera el antecedente del actual altar de muertos. Se honraba especialmente a los guerreros y a las mujeres que morían durante el parto, así como a quienes fallecían por un rayo o ahogados, cuyas almas iban al Tlalocan.

### Cultura maya
En la cosmovisión de la cultura maya, se tenía la creencia de la existencia de un inframundo llamado Xibalbá, un reino complejo y multidimensional que esperaba a las almas de los fallecidos. Según documenta el historiador Luis Ramos en su libro Culturas clásicas prehispánicas, el viaje hacia este reino subterráneo no era sencillo, pues las almas debían atravesar un río caudaloso para alcanzar su destino final. En esta travesía, los mayas creían que el xoloitzcuintle, una raza de perro nativa de Mesoamérica, jugaba un papel fundamental como guía y protector del alma del difunto. Esta creencia estaba tan arraigada en sus prácticas funerarias que era común enterrar a estos perros junto con sus dueños fallecidos, pues se consideraba que sin la ayuda de estos fieles compañeros, el alma podría perderse eternamente en su viaje hacia el inframundo, sin llegar nunca a su destino final en Xibalbá.

### Transformación del ritual

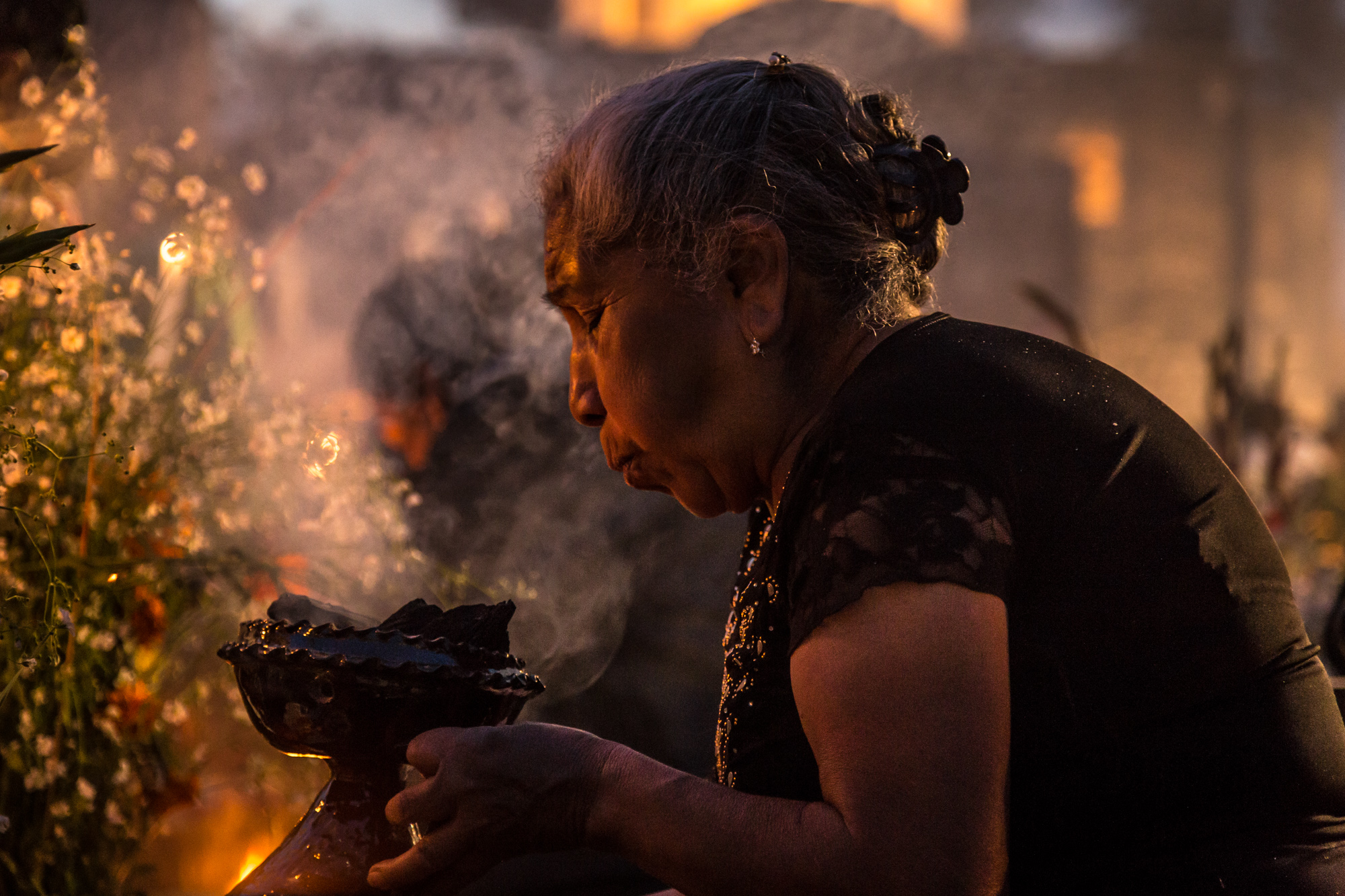
Mujer con copal durante la «alumbrada» de San Andrés Míxquic.

Cuando los españoles llegaron a América en el siglo XVI, trajeron sus propias celebraciones tradicionales para conmemorar a los difuntos, donde se recordaba a los muertos en el Día de Todos los Santos. Al convertir a los nativos del Nuevo Mundo, se dio lugar a un sincretismo que mezcló las tradiciones europeas y prehispánicas, haciendo coincidir las festividades católicas del Día de todos los Santos y Todas las Almas con tradiciones similares mesoamericanas.
Las culturas prehispánicas celebraban dos festividades anuales, que tenían lugar 45 días después de cada equinoccio. Estas celebraciones marcaban los cambios estacionales: la primera celebraba el fin de la temporada seca, mientras que la segunda agradecía las cosechas tras la época de lluvias. Con la llegada del sincretismo religioso, estas ceremonias se transformaron en festividades católicas, desvinculándose parcialmente de su función agrícola original. Sin embargo, se preservaron elementos tradicionales como las ofrendas en los hogares, que antiguamente estaban destinadas a la tierra y la lluvia. La costumbre de llevar comida a los cementerios y velar a los difuntos, si bien tienen raíces católicas, se incorporaron naturalmente a la celebración. Esto se debió a que en la época prehispánica, los mesoamericanos solían enterrar a sus difuntos en los hogares, donde también realizaban sus ofrendas. Durante el periodo virreinal, se impuso la práctica de enterrar a los muertos en cementerios, lo que finalmente dividió la celebración en dos partes: la ofrenda en los hogares y la convivencia con los difuntos en los cementerios.
Otros elementos influirían en la evolución de las actuales costumbres del Día de Muertos; por ejemplo, en el centro del país, las epidemias que durante siglos azotaron a la Ciudad de México llevaron a la creación de cementerios fuera de la ciudad, y fue hacia 1861 que el gobierno comenzó a hacerse cargo de los entierros.[cita requerida]

#### Reinterpretación urbana
En el ámbito urbano, el Día de Muertos se inspira en la tradición rural, pero se ha desarrollado de manera distinta. La celebración urbana tiende a desvincularse del agradecimiento a la tierra y las cosechas, aunque se mantienen elementos como las ofrendas. Sin embargo, en este contexto, la festividad ha adquirido una mayor libertad creativa, permitiendo la incorporación de diversas expresiones artísticas y plásticas.

### Neo-sincretismo
En tiempos recientes ha ocurrido un sincretismo en el que coexisten Halloween y Día de Muertos. Desde finales del siglo XX la celebración de Halloween se ha extendido desde el norte hasta el sur de México y América Latina, debido a la influencia y cercanía con Estados Unidos (a pesar de no tener origen en ese país, Halloween está ampliamente extendido allí). Aunque puede haber algunos puntos negativos, hay perspectivas que apuntan a que pueden coexistir las celebraciones, pues no existen las culturas puras y el sincretismo las enriquece. También hay perspectivas que admiten que la mezcla cultural es innegable e inevitable, pero ello no debe dejar de lado la defensa de las tradiciones.
De igual manera, el Día de Muertos ha comenzado a adoptarse, mezclarse y celebrarse en otras partes del mundo que tradicionalmente no lo hacían, incluso de manera oficial. Esto ocurre especialmente en países con importante población migrante hispana como Estados Unidos y Canadá, aunque también se organizan algunas celebraciones en otros países. A principios del siglo XXI, la promoción turística y la industria del entretenimiento también han influido en el interés mundial por conocer el Día de Muertos.
En una ceremonia llevada a cabo en París el 7 de noviembre de 2003, la Unesco distinguió a la festividad indígena de Día de Muertos como Obras Maestras del Patrimonio Oral e Intangible de la Humanidad. En 2008, la tradición fue inscrita en la Lista Representativa del Patrimonio Cultural Inmaterial de la Humanidad por la Unesco.

## Tradiciones

### Altar de muertos
Durante el Día de Muertos, la tradición consiste en construir altares privados, también llamados ofrendas, que contienen los alimentos y bebidas favoritas, así como fotos y recuerdos de los difuntos. El propósito es alentar las visitas de las almas, para que estas puedan escuchar las oraciones y las palabras que los vivos les dirigen. Estos altares suelen colocarse en casa o en espacios públicos como escuelas y bibliotecas, pero también es común que la gente acuda a los cementerios para colocar estas ofrendas junto a las tumbas de los difuntos.

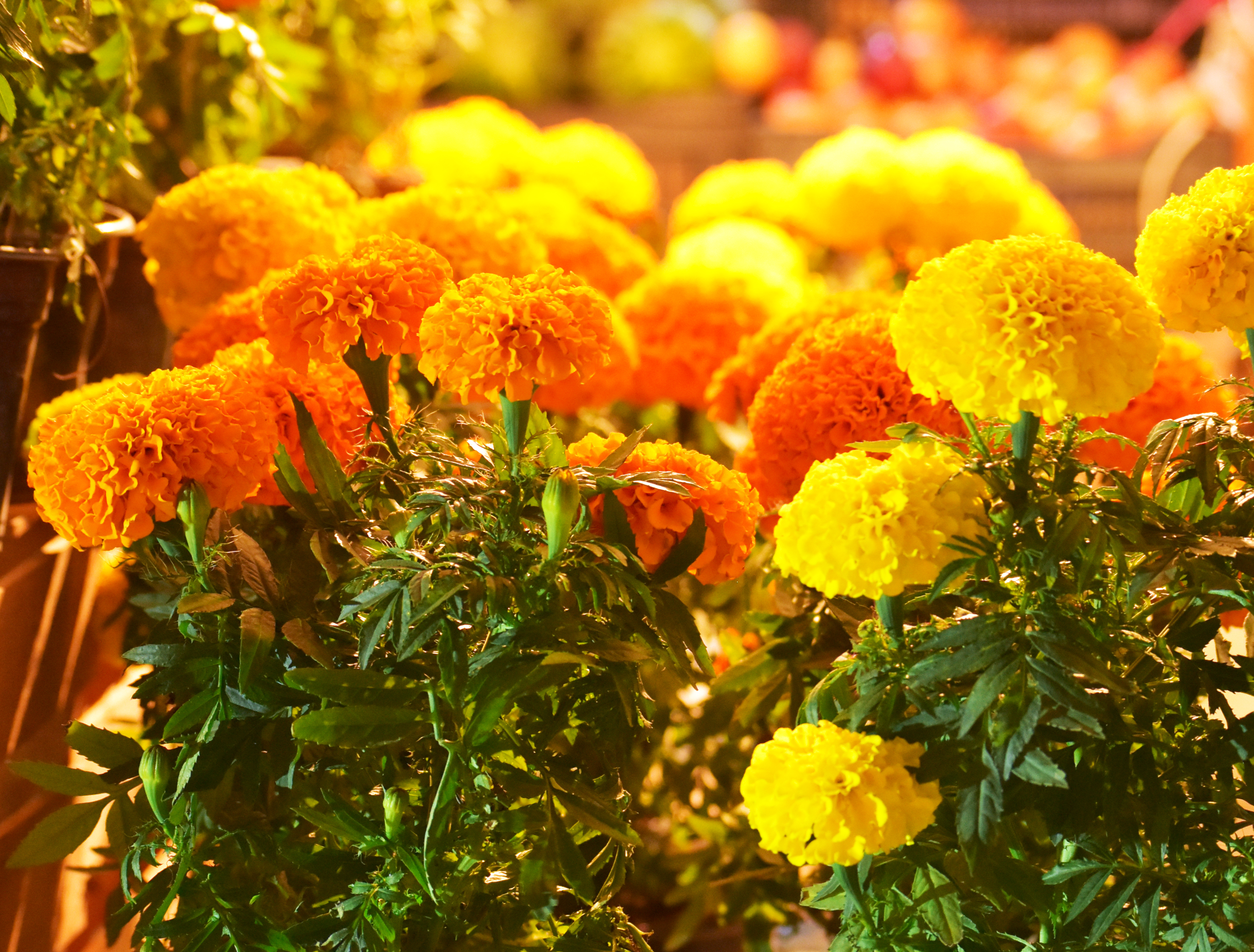
Cempasúchitl, flor tradicional usada para ornato.

Los preparativos para este día se realizan durante todo el año, incluyendo la recolección de los elementos que se ofrecerán a los muertos. Aunque no hay una fecha exacta para la colocación de las ofrendas, éstas varían según las familias y la región en la que se celebre. En algunas comunidades, la preparación comienza desde el 25 de octubre, mientras que en otras se inicia el 27, añadiendo elementos progresivamente hasta completarla el 1 de noviembre. Durante este período, las familias generalmente limpian y decoran las tumbas; la mayoría visita los cementerios donde están enterrados sus seres queridos y adorna sus tumbas con coloridas coronas de flores de rosas y girasoles, pero principalmente de flor de terciopelo y cempasúchil, también conocida como flor de muerto (originalmente llamada cempōhualxōchitl, que en náhuatl significa ‘veinte flores’). Se cree que estas flores atraen las almas de los difuntos hacia las ofrendas. También se considera que sus pétalos brillantes y su fuerte aroma pueden guiar a las almas desde los cementerios hasta los hogares de sus familias.
Las familias también ofrecen pequeños objetos o los dulces favoritos del difunto en la tumba. Se llevan juguetes para los niños fallecidos, y botellas de tequila o mezcal, pulque, cerveza o jarras de atole para los adultos. Algunas familias tienen ofrendas en sus hogares, generalmente con alimentos como calabaza en dulce, pan de muerto y calaveritas de azúcar. Las ofrendas se dejan en las casas como un gesto de bienvenida para los difuntos. Algunas personas creen que los espíritus de los muertos consumen la “esencia espiritual” de los alimentos de la ofrenda, por lo que aunque los familiares comen la comida después de las festividades, creen que carece de valor nutricional. También se dejan almohadas y cobijas para que los difuntos puedan descansar después de su largo viaje. En algunas partes de México, como en los pueblos de Mixquic, Pátzcuaro y Janitzio, la gente pasa toda la noche junto a las tumbas de sus familiares. En muchos lugares, las personas también realizan picnics junto a las tumbas.
Algunas familias construyen pequeños santuarios en sus hogares; estos a veces incluyen una cruz cristiana, estatuas o imágenes de la Virgen María, fotografías de familiares fallecidos y otras personas, numerosas velas y una ofrenda. Tradicionalmente, las familias pasan tiempo alrededor del altar, rezando y contando anécdotas sobre los difuntos.

### Comida
La comida se consume tanto por las personas vivas como por los espíritus de sus antepasados fallecidos en forma de ofrendas. Los tamales son uno de los platos más comunes preparados para este día con ambos propósitos.
El pan de muerto y las calaveras están específicamente asociados con el Día de Muertos. El pan de muerto es un tipo de bollo dulce con forma de pan redondo, cubierto con azúcar y a menudo decorado con piezas de la misma masa en forma de huesos; se le espolvorea azúcar y se elabora con anís. Las calaveras, o calaveritas de azúcar, muestran diseños coloridos para representar la vitalidad y la personalidad individual del difunto.
Además de la comida, las bebidas también son importantes en la tradición del Día de Muertos. Históricamente, la bebida alcohólica principal era el pulque; hoy en día, las familias suelen beber la bebida favorita de sus antepasados fallecidos. Otras bebidas asociadas con la festividad son el atole y el champurrado, que son bebidas espesas, calientes y no alcohólicas a base de masa.
El agua de Jamaica es un té de hierbas popular hecho de las flores y hojas de la planta de hibisco jamaicano, conocida como flor de Jamaica en México. Se sirve fría y bastante dulce con mucho hielo. La bebida de color rubí también se conoce como hibiscus tea en los países de habla inglesa.
La calabaza en tacha es un dulce tradicional hecho a partir de la calabaza, que se cultiva en la misma milpa que el maíz, el frijol y el chile. La calabaza se confita en azúcar, canela y otros ingredientes, y se prepara de manera tradicional en un cesto de palma que se cocina en las calderas donde se fabrica el azúcar. En la actualidad, se prepara cocida en miel de piloncillo o panela.
El maíz es otro elemento fundamental en las ofrendas para el Día de los Muertos, ya que es considerado una planta divina que representa a Mesoamérica. Puede estar presente en forma de tortillas, tacos, gorditas, tamales o cualquier otra comida. Los colores del maíz también tienen un significado especial: el rojo representa el oeste y el fuego, el azul o negro está asociado con el norte y representa el aire, el blanco representa el sur y la tierra, y el amarillo simboliza el este y el agua.
En la Península de Yucatán, el mukbil pollo (pollo píib) se prepara tradicionalmente el 31 de octubre o el 1 de noviembre y se consume por la familia durante los días siguientes. Es similar a un gran tamal, compuesto de masa y manteca de cerdo, y relleno con cerdo, pollo, tomate, ajo, chiles, cebollas, epazote, achiote y especias. Una vez relleno, el mukbil pollo se baña en salsa kool, hecha con caldo de carne, chile habanero y masa de maíz. Luego se cubre con hojas de plátano y se cocina al vapor en un horno subterráneo durante varias horas. Una vez cocido, se desentierra y se abre para comer.

### Calaveras

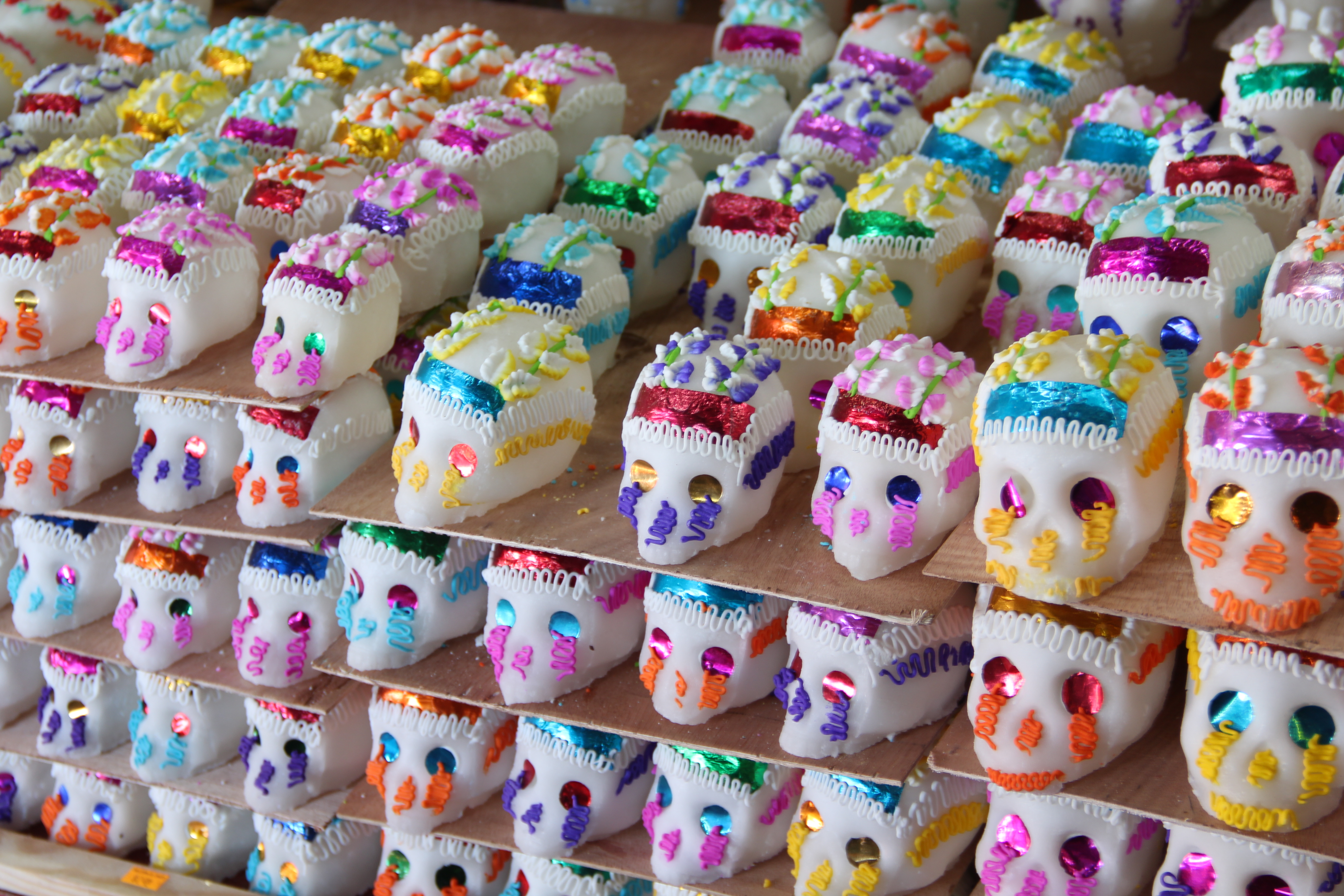
Calaveras de azúcar se exhiben en el Mercado de Hidalgo de Tijuana, México, con motivo del Día de Muertos.

Un símbolo común de esta festividad es la calavera, que los celebrantes representan en máscaras, llamadas calacas (término coloquial para esqueleto), y en alimentos como calaveras de chocolate o azúcar, que están inscritas con el nombre del destinatario en la frente. Las calaveras de azúcar pueden ser dadas como regalos tanto a los vivos como a los muertos.

### Calaverita
En algunas partes de México, especialmente en las ciudades más grandes, niños disfrazados recorren las calles, tocando las puertas de las casas para pedir una calaverita: un pequeño regalo de dulces o dinero; también se lo piden a los transeúntes. Esta costumbre es similar al truco o trato de Halloween en Estados Unidos, pero sin el componente de bromas a los dueños de las casas si no se les da un dulce.

### Calaveras literarias
Dentro de esta festividad existe una forma literaria distintiva donde las personas escriben poemas cortos en verso rimado tradicional, llamados calaveras literarias, que son epitafios burlones y ligeros, dedicados principalmente a amigos, compañeros de clase, colegas o familiares (vivos o muertos), pero también a figuras públicas o históricas. Estos poemas describen hábitos y actitudes interesantes, así como anécdotas cómicas o absurdas que utilizan imágenes relacionadas con la muerte, que incluyen pero no se limitan a cementerios, calaveras o la parca, todo esto en situaciones donde el destinatario tiene un encuentro con la muerte misma.

### Grabados
Son litografías, generalmente de José Guadalupe Posada de principios del siglo XX en México, que aunque no dibujó específicamente para Día de Muertos, se usan en estas fechas por sus alusiones a la muerte festiva. Sus obras, a menudo satíricas y con temáticas sociales y políticas, se han convertido en iconos de la cultura popular mexicana y muchas de ellas representan esqueletos y figuras relacionadas con la muerte, por lo que se han asociado con esta celebración y se utilizan frecuentemente en decoraciones y materiales alusivos a la festividad. El grabado más famoso de Posada, La Catrina («La Calavera Garbancera»), probablemente fue concebido como una crítica a las mujeres de la clase alta mexicana que imitaban las modas europeas.

### Fechas importantes
La creencia popular dicta que las almas de los difuntos visitan las ofrendas en días específicos entre el 27 de octubre y el 2 de noviembre. El 27 se dedica a las mascotas fallecidas. Según las creencias, los animales también acompañaban y habitan en el Mictlán. El 28 se recuerda a quienes sufrieron muertes trágicas, honrándolos con una vela, una flor blanca y un vaso de agua. El 29 se recuerda a los ahogados. El 30 a las almas olvidadas o sin familia. El 31 se conmemora a los niños no bautizados y a los no nacidos. El 1 de noviembre, Día de Todos los Santos, se recibe a los niños y jóvenes difuntos con dulces, comida y objetos que apreciaban en vida. Finalmente, el 2 de noviembre, Día de Muertos, se honra a los adultos fallecidos con comida, postres, flores y bebidas. Por tradición, los elementos decorativos suelen retirarse a más tardar el 4 de noviembre. Cabe destacar que estas dedicatorias han evolucionado con el tiempo, incorporando nuevas creencias y costumbres.

## Celebración en México

### Norte de México
Originalmente, el Día de Muertos como tal no era celebrado en el norte de México, donde era incluso desconocida hasta hace poco tiempo. En su lugar se efectuaba en el norte la celebración Día de Todos los Santos, al igual que en el resto de México antes de que Lázaro Cárdenas cambiara la fecha de la celebración. Sin embargo, hoy en día su presencia se debe a las políticas educativas implementadas por el gobierno mexicano y la SEP a partir de la década de 1960, en sus esfuerzos por expandir la tradición en el norte del país.

### Centro de México

#### Aguascalientes
En Aguascalientes se celebra año con año el tradicional «Festival de las Calaveras», inspirado en la obra de José Guadalupe Posada, nacido en esta ciudad y creador de la mundialmente famosa «Calavera Garbancera», misma que fue posteriormente renombrada por Diego Rivera con el mote de «La Catrina». Durante diez días la ciudad capital y sus municipios se transforman, y sus habitantes toman caracterización de singulares «calaveras vivientes». Las más de 180 actividades de este festival incluyen un particular desfile con más de tres mil participantes en comparsas y carros alegóricos, una caminata con más de cinco mil participantes denominada «Ilumínale los Pies al de Cerro del Muerto», pabellones gastronómicos, artesanales e infantiles, altares, conciertos, rituales, disfraces, corridas de toros, obras teatrales, expresiones artísticas y culturales.
La particularidad de este festival es que tiene una celebraciones menos prehispánicas y en un contexto más relacionado al último siglo, y que más allá de representaciones fúnebres, hace alusión a la forma tan peculiar que tiene el mexicano de entender e incluso reírse de la muerte.

#### Ciudad de México
En numerosos museos y espacios públicos de la Ciudad de México, altares e instalaciones han desempeñado un papel fundamental en el desarrollo y promoción de las tradiciones urbanas del Día de Muertos. Entre las instituciones destacadas se encuentran: el Anahuacalli, el Museo Frida Kahlo, el Museo de Culturas Populares, el Museo Dolores Olmedo, el Museo de la Primera Imprenta y el Claustro de Sor Juana Inés de la Cruz.
En la película de James Bond de 2015, Spectre, la secuencia de apertura presenta un desfile del Día de Muertos en la Ciudad de México. En ese momento, no existía un desfile de este tipo en la Ciudad de México; un año después, debido al interés generado por la película y al deseo del gobierno de promover la cultura mexicana, las autoridades federales y locales decidieron organizar un desfile real del Día de Muertos a lo largo del paseo de la Reforma y el centro histórico el 29 de octubre de 2016, al que asistieron 250,000 personas.

#### Estado de México

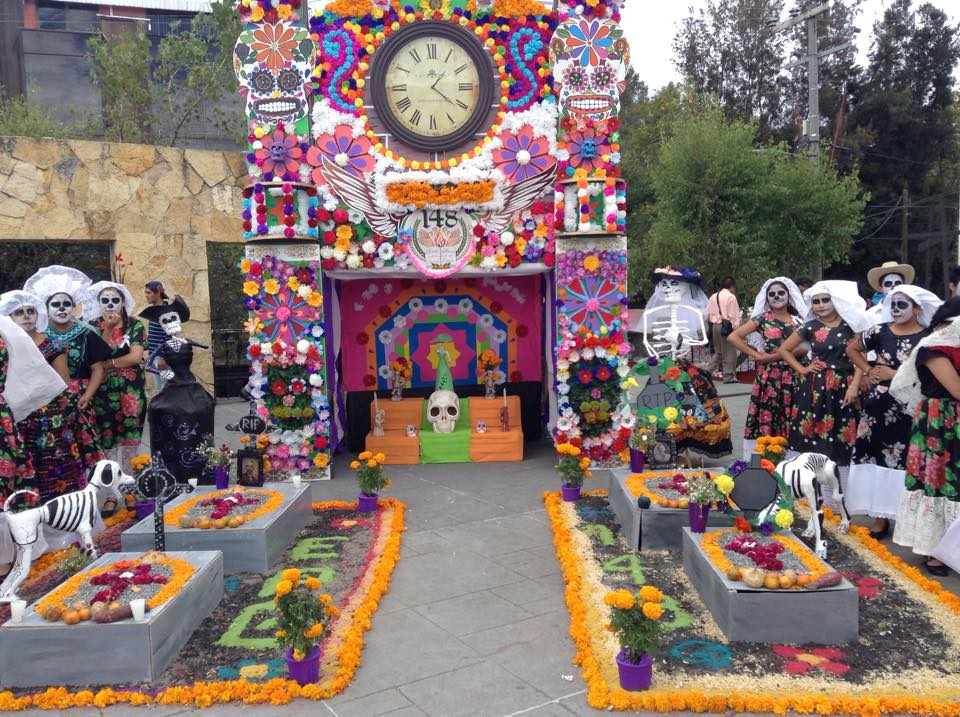
Ofrenda en la explanada municipal de Nicolás Romero, Estado de México.

En el Estado de México la celebración de día de muertos inicia desde el 31 de octubre, los panteones comienzan a estar llenos de personas que van a decorar y limpiar las tumbas de los infantes que fallecieron. Al día siguiente es el turno de decorar los mausoleos y lápidas de los adultos, es común ver Mariachis y tríos ofreciendo sus servicios para poder alegrar el rato. Algunos municipios del Estado de México organizan programas culturales para celebrar este día. Toluca por su parte organiza un desfile, amenizado por monumentales figuras de Catrinas, Adelitas y del dios Quetzalcóatl, así como mojigangas y cabezones creados por artesanos de San Pablo Autopan. 

#### Huasteca (Xantolo)
El Xantolo es una palabra huasteca que significa Fiesta de las ánimas, tiene un origen prehispánico en la región Huasteca y que al paso de los años ha recibido influencias de otros orígenes, los huastecos ofrendan el culto en estos tiempos porque no solo recogen la cosecha del maíz y otros frutos, también es una fiesta de respeto a los que ya no están presentes porque acorde a su calendario, en estas fechas los parientes muertos visitan a los familiares. 
La esencia de sus espíritus están presentes y por ello el olor de las frutas, la música y la luz, recuerdan los momentos vividos en la tierra, el inframundo está presente todo el tiempo y es muy cercano al mundo de los vivos según los huastecos, el cuerpo regresa a la tierra pero su alma se queda entre los vivos.

#### Michoacán

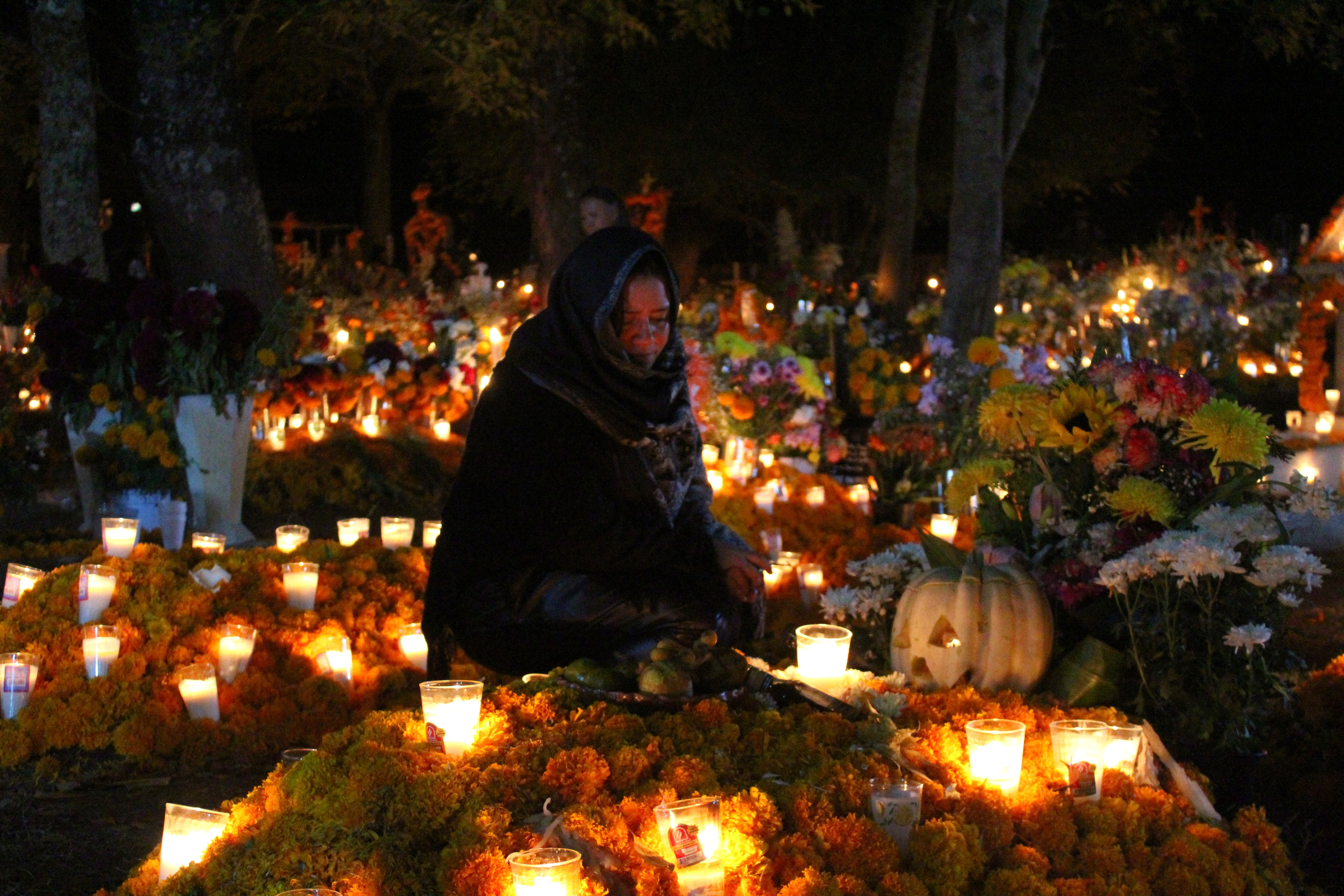
Acompañamiento en el panteón municipal de Tzintzuntzan.

En Janitzio, Michoacán, se acostumbra erigir un altar sobre la tumba y las mujeres se sientan resignadas y llorosas a contemplar las llamas de los cirios y hacer oraciones por los muertos. A intervalos se arrodillan ante la cruz que indefectiblemente preside el rito, y quedan pensativos como evocando a los difuntos añorando su presencia.
Tiene además, un nombre y celebridad debidamente conquistado por la celebración de «Noche de Muertos», el día 1 al 2 de noviembre, aunque las celebraciones son las mismas en toda la región lacustre, se le han otorgado a esta Isla por antonomasia. Y refieren una historia tradicional indicando que durante esa noche, surge la sombra de Mintzita corazón, hija del Rey Tzintzicha, y la de Itzihuapa, hijo de Taré y Príncipe heredero de Janitzio. Locamente enamorados, no pudieron desposarse por la inesperada llegada de los conquistadores. Preso ya el Rey padre de Mintzita, por Nuño de Guzmán quiso la princesa rescatarlo ofreciéndole el tesoro fabuloso que se encontraba bajo las aguas, entre Janitzio y Pacanda. Y cuando el esforzado Itzihuapa se apresaba a extraerlo, se vio atrapado por veinte sombras de los remeros que lo escondieron bajo las aguas y que fueron sumergidos con él. Itzahuapa quedó convertido en el vigésimo primer guardián de tan fantástica riqueza. Pero en la noche del día de muertos despiertan todos los guardianes del tesoro, al lúgubre tañer de los bronces de Janitzio, y suben la empinada cuesta de la isla. Los dos Príncipes, Mintzita e Itzihuapa se dirigen al panteón para recibir la ofrenda de los vivos a las luces plateadas de la Luna, los dos espectros se musitan palabras cariñosas y, a las llamas inciertas de los cirios, se ocultan de las miradas indiscretas. En Janitzio las flores son inspiración y gozo que se cantan en las pirekuas como Tzitziki Canela (Flor de Canela). Tzitziki Changunga (flor de Changunga), son cantos en los que se compara a la mujer con las flores por su delicadeza, finura y exquisitez. Nadie interrumpe sus coloquios amorosos, mientras tanto las estrellas fulguran interesantemente en las aventuras, las campanas tocan desesperadamente y el lago gime como un alma en pena.
Hacia las 12 de la noche del 1 de noviembre las mujeres y los niños se desplazan con solemnidad, localizan los lugares de reposo de sus seres queridos, ponen hermosas servilletas bordadas sobre las tumbas y depositan ahí los manjares que en vida fueron del agrado de sus distintos difuntos, colocan ofrendas florales enmarcadas por las luces de numerosas velas, y así transcurre la noche entre alabanzas, rezos y cantos de las mujeres y niños, mientras los hombres de lejos, en las afueras del cementerio, observan atentos todo lo que sucede en el interior del panteón. Una campana colocada en el arco de la entrada del panteón, suena discretamente toda la noche, llamando a las ánimas a que se presenten a la gran ceremonia.
En toda la Isla hacen eco los cantos purépechas de dulce y musical cadencia que imploran el descanso de las almas de los ausentes y la felicidad de los que quedan en la tierra. Participar en esta fiesta es cumplir con un deber sagrado para los muertos, que hacen honor a quienes lo practican. En Michoacán, la conmemoración del Día de Muertos es una tradición solemne que aún conserva esa genuina manifestación de un profundo respeto y veneración a los seres que materialmente ya no existen, y a los que a través de la ofrenda se les rinde tributo.

#### Morelos

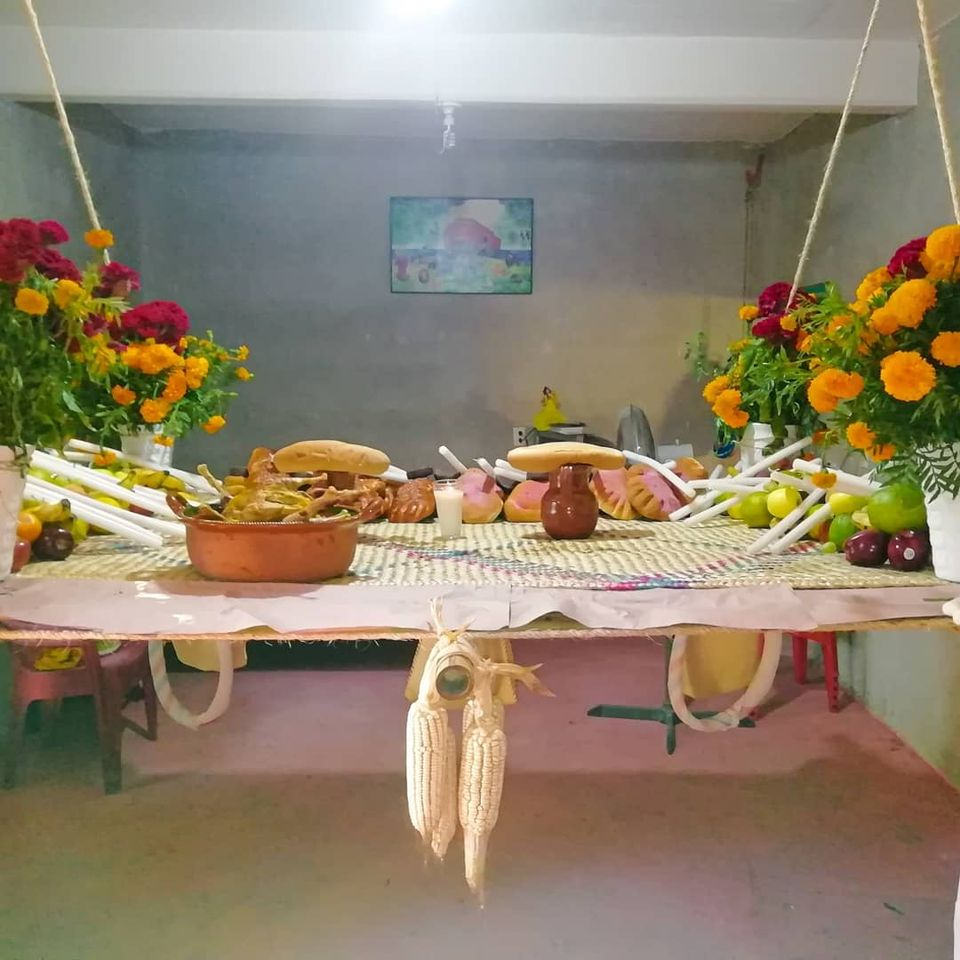
«Huentle» u Ofrenda Colgante de Coatetelco, Morelos.

En Morelos, se hacen las tradicionales «Huentles» u Ofrendas Colgantes del día de muertos del poblado de Coatetelco. Montadas en «Hualapextle» camastros de ramas de la planta conocida como «acahual», sobre las cuales se colocan los alimentos en platos, jarros y cazuelas «nuevas»: pollo criollo, pipian verde hecho solamente de semilla completa de calabaza, chile serrano y caldo de pollo, fruta, pan de muerto dulce y salados, «tlaxcales» o galletas de maíz, chocolate, tamales de sal sin manteca porque «chilla» el marrano, alcohol de 96°, flores de «cempasúchil», canastas, morral de ixtle, ayates, petates, veladoras, velas, refrescos, agua, sal y chocolate.
En el pueblo mágico de Tepoztlán sabemos que también se encuentra la montaña mística que conocemos como el Tepozteco donde en la cima con su pirámide tradicional de la cultura prehispánica. La fecha más popular para hacer esta subida es en la fecha del 21 de marzo en donde la gente suele llenarse de energía y recibir la primavera. 

#### Puebla
En el estado de Puebla destacan las tradiciones de tres municipios: San Gabriel Chilac, Huaquechula y Tochimilco.
En San Gabriel Chilac se realiza el «Mikailhuitl» o la «Fiesta de los muertos», todas las familias preparan «pan de burro», llamado así por la forma en la que antiguamente era transportado. El día 28 de octubre se colocan las tradicionales ofrendas, que para el día 2 de noviembre son llevadas a la iglesia para ser bendecidas por el cura y finalmente llevadas al panteón local. 

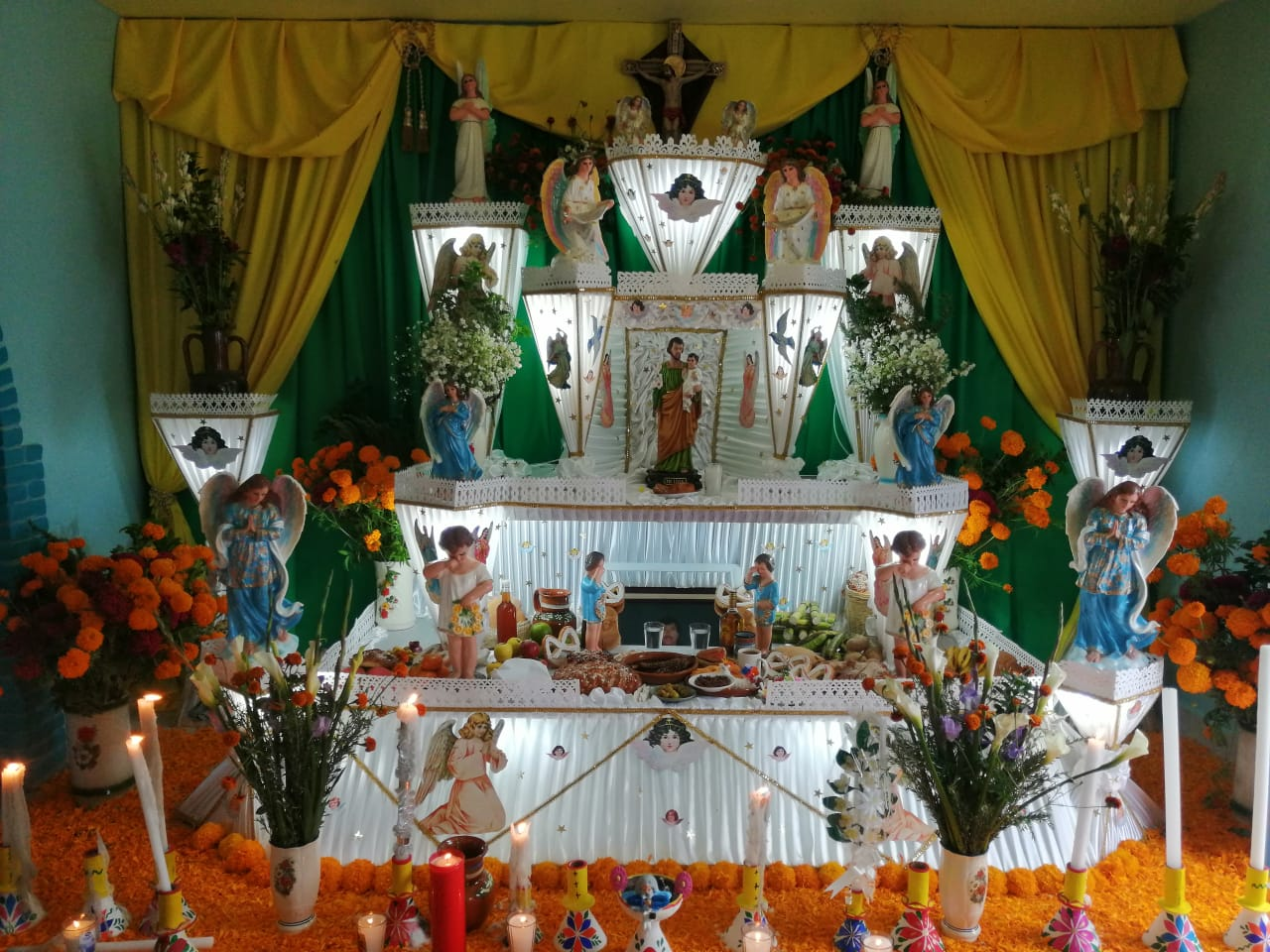
Ofrenda Monumental de Día de Muertos en Huaquechula, Puebla

En Huaquechula, las llamadas ofrendas monumentales, son las más conocidas por su gran tamaño de 3 a 4 metros de alto, antiguamente tenían de 5 a 9 niveles, es la primera ofrenda que se coloca a un familiar, al primer año de haber fallecido; también existe la ofrenda común u ofrenda vieja, aquella que se coloca de forma regular después del segundo año del deceso, y por último, la ofrenda dedicada al «ánima sola», siendo ésta la que se instala  de manera provisional sobre la calle en honor a las almas de aquellos que no tienen quién los espere.
Los preparativos para la celebración inician desde el momento del deceso de un miembro de la familia; a partir de ese momento deberán pensar en adquirir por compra o préstamo los diferentes objetos para el altar; además de decidir quién será el compositor del Altar Monumental así como su equipo de ayudantes. 
La estructura es revestida por una brillante tela de satín en color blanca, o en su caso plástico o antiguamente papel según las condiciones económicas de la familia, con un fondo que cubre la pared en color azul cielo, azul turquesa o rosa, rojo bermellón o dorado, tachuelas, alfileres o grapas sirven para dar forma a los abultados pliegues de la tela, logrando caídas suaves, cada nivel de estructura es marcado por cartulina troquelada, delineando figuras de herrería llamadas barandales de muertos, que le indican a las ánimas el camino a seguir para llegar el cielo.

#### Tlaxcala
En los municipios de Santa Ana Chiautempan, San Pablo del Monte, en la comunidad de San Isidro Buen Suceso, la celebración del día de muertos inicia el día 28 de octubre hasta el día 2 de noviembre. Entre esas fechas se conmemora a las personas fallecidas y cada día es dedicado a las personas que fallecen de diferente forma.
Las festividades se llevan a cabo a lo largo de una semana, iniciando el día 28 de octubre, que es cuando se recuerdan a las personas que murieron en algún tipo de accidente y en el lugar del fallecimiento se coloca una cruz y se adorna con cempaxúchitl (flor de muerto) y se coloca una veladora. Su familia coloca una ofrenda en su casa poniendo lo que al difunto le solía gustar (comida, bebidas, objetos, etc).
Posteriormente, el día 30 de octubre se recuerdan a los bebés que murieron antes de ser bautizados debido a que murieron en el vientre de la madre o que murieron al momento de nacer o días posteriores. Este día los padres van a las tumbas de los bebés a dejar flores de nube blanca, cempasúchil (flor de muertos) y en la casa se pone su ofrenda con juguetes, pan, leche, y agua. Al día siguiente, 31 de octubre, se recuerda a los niños menores de 12 años, y en las ofrendas se les coloca lo que en vida les gustaba (juguetes, comida, dulces, etc).
El día 1° de noviembre, durante la conmemoración del Día de Todos los Santos se recuerda a la gente en general que ha muerto de causas naturales o por enfermedades a partir de los 13 años en adelante. En las ofrendas se colocan los alimentos de su predilección en vida.
Finalmente, el día 2 de noviembre después de las 12 del día (según las creencia es cuando las almas de los difuntos se van) se recogen las ofrendas y se levantan los altares y en esta comunidad existe una tradición que existe desde hace más de 80 años, la cual consiste en llevarle la ofrenda a sus familiares (padrinos, padres, tíos, abuelos, hermanos) y estas contiene pan de muerto, fruta, mole, atole, entre otros alimentos; el que recibe la ofrenda en correspondencia regala un plato y taza. Cabe mencionar que con el transcurso del tiempo estas costumbres se han ido modificado con el tiempo pues en la actualidad es más frecuente ver que la gente regala juguetes a los niños, pelotas o aparatos electrónicos. Durante todo el día la gente visita a sus familiares con canastas en la cual se transporta la ofrenda aunque los padrinos de bautizo, comunión, casamiento etc. son los que tiene mayor prioridad en ser visitados pues ellos son los segundos padres de los ahijados.
En el Municipio de Santa Cruz Tlaxcala, donde también se encuentra el Centro Vacacional «La Trinidad», se tiene la costumbre conocida como «Los Campaneros», grupos de amigos, familiares, que recorren los Cuatro Barrios, con imágenes de las Ánimas Benditas del Purgatorio y una campana, imitando el tono del doblar de las campanas de la iglesia  y entonando en cada casa visitada la siguiente frase «Una Limosna para las Ánimas Benditas del Purgatorio y otra para los Campaneros», a quien los pobladores esperan hasta largas horas de la noche, para que recen con ellos, agradeciendo la visita con café, tamales y alguna fruta y pan de su ofrenda, así como  la limosna para la misa a efectuarse el día 2 en el cementerio dedicada a los fieles difuntos.

#### Zacatecas
En Zacatecas, se acostumbra consumir el pan de muerto y muchas familias visitan las tumbas de sus seres queridos dejando en ellas arreglos florales, principalmente elaborados con flor de cempasúchil. También existe una suerte de mezcla entre la celebración del Día de Muertos y la celebración estadounidense del Halloween donde en la noche del 2 de noviembre los niños salen a las calles con disfraces alusivos a la muerte y seres de ultratumba, tocando de puerta en puerta pidiendo «el muerto» a través de unas pequeñas rimas cantadas:
El muerto pide camote,
si no se le cae el bigote.
La viuda pide una ayuda,
para su pobre criatura.
Si los habitantes de la casa solicitada dan «el muerto», que generalmente suele ser dulces que depositan en bolsos que llevan los niños, estos últimos pueden recitar una bendición:
Esta casa está bendita
porque sí nos dieron comidita.
O bien una «maldición si no se atiende a su canto:
Esta casa está embrujada
porque no nos dieron nada.

### Sur de México

#### Chiapas
El Estado de Chiapas cuenta con una gran gama de tradiciones y folklore. El día de muertos suele durar dos días, el primero lo utilizan para llamar y recibir a sus ancestros y el segundo para que las almas regresen a su lugar. Sin embargo el día de muertos es más que la celebración del 1 y 2 de noviembre, ya que desde mediados del mes de octubre todos los familiares comienzan a prepararse para la llegada de sus familiares finados.
Para el pueblo tsotsil una de las tradiciones más importantes es el día primero de noviembre en el cual todos los familiares llaman a sus difuntos y los invitan a disfrutar de la celebración, por último los despiden, deseándoles un buen regreso al lugar a donde pertenecen que es llamado K'atin Bak, o lugar de los huesos ardientes.
En las mismas fechas en San Juan Chamula, comunidad cercana a San Cristóbal de las Casas, se realiza una pequeña ofrenda de alimentos que corresponden en orden y número a los difuntos que se esperen. Se pasa a la iglesia del Santo Patrono y ahí los lugareños tratan de despertar a sus familiares con el repique de las campanas.
Una vez pasado el festín es de vital importancia ayudar a regresar a las almas, para ello se dan tres vueltas alrededor del cementerio y se les invita a devolverse al lugar de las almas «K'atin Bak» diciéndoles «ya pasó tu fiesta, ya pasó tu celebración, ya te traje a tu casa». Finalmente se les encienden velas y cirios encima de las tumbas para que las almas se encuentren iluminados en su trayecto. En ésta, como en otras comunidades se puede ver claramente el sincretismo cultural de la zona. A las personas que visiten esta comunidad se les pide que respetuosamente se adentren en sus costumbres, ya que es un legado de suma importancia para ellos.

#### Oaxaca

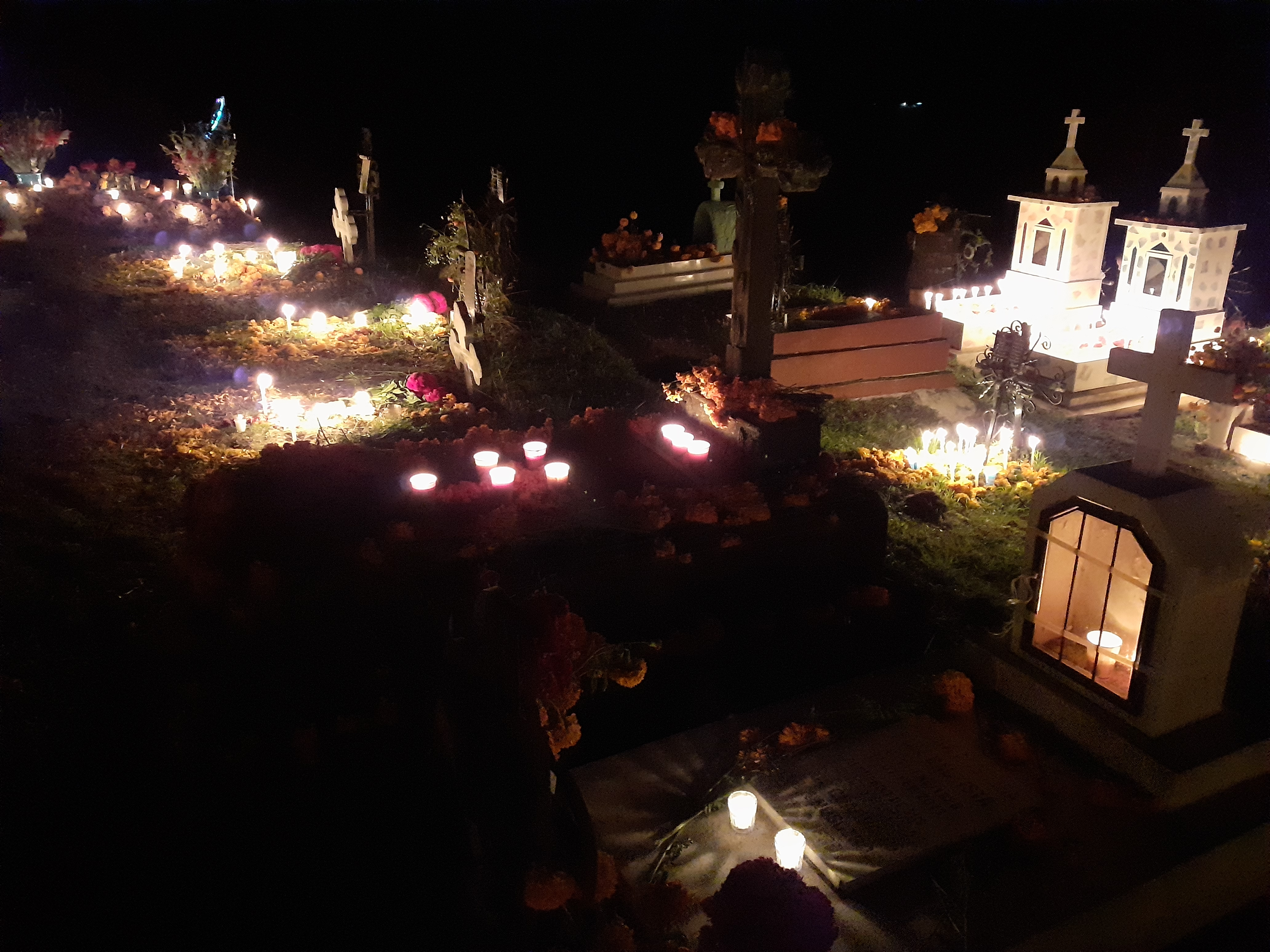
Velación en San Juan Achiutla, Oaxaca.

En la región de Acaquizapan se conmemora el día de muertos con la ofrenda de los «angelitos». Dicha ofrenda se compone de canastas pequeñas, llevando en cada una de ellas, hojas de zapote, manzanas, naranjas, mandarinas, pan de «estrella» y pan de «conejo».
Terminando esto se cubre la canasta con las hojas de zapote, se dice que estas hojas son para los muertos su servilleta, al terminar de cubrirlas se le ponen las velas, y a cada vela se le asigna el nombre de un angelito, estas velas son la luz que los acompaña en su camino.
En San Juan Achiutla, Oaxaca, México se acostumbra en la vigilia del Día de Muertos poner a los niños difuntos frijoles y arroz en la ofrenda familiar, para el día dos de noviembre poner mole, aguardiente, cigarros, cerveza, frutas y pan a los mayores. El día primero se asiste durante el día a adornar los sepulcros con flores cempasúchil, de terciopelo y otras; carrizos y papeles de colores y picados. A partir de las seis de la tarde, se asiste a realizar la velación junto a los sepulcros, prendiendo veladoras sobre los mismos. Se permanece velando toda la noche o se pueden retirar las personas a las 10 u 11 de la noche para regresar a las 4 de la mañana para mantener encendidas velas y veladoras.

#### Tabasco
El estado de Tabasco también celebra a sus difuntos de una manera peculiar, pues aquí el sincretismo se da entre la tradición católica europea y la maya Chontal. Se tiene la creencia de que todo el mes de noviembre los fieles difuntos están en la tierra, por lo que cualquier día del mes se les puede dedicar rezos. Los días principales son el 1 y 2 de noviembre, fechas en que la población suele estar en los cementerios, limpiando las tumbas, conviviendo y llevando alimentos.

#### Península de Yucatán (Janal Pixán)

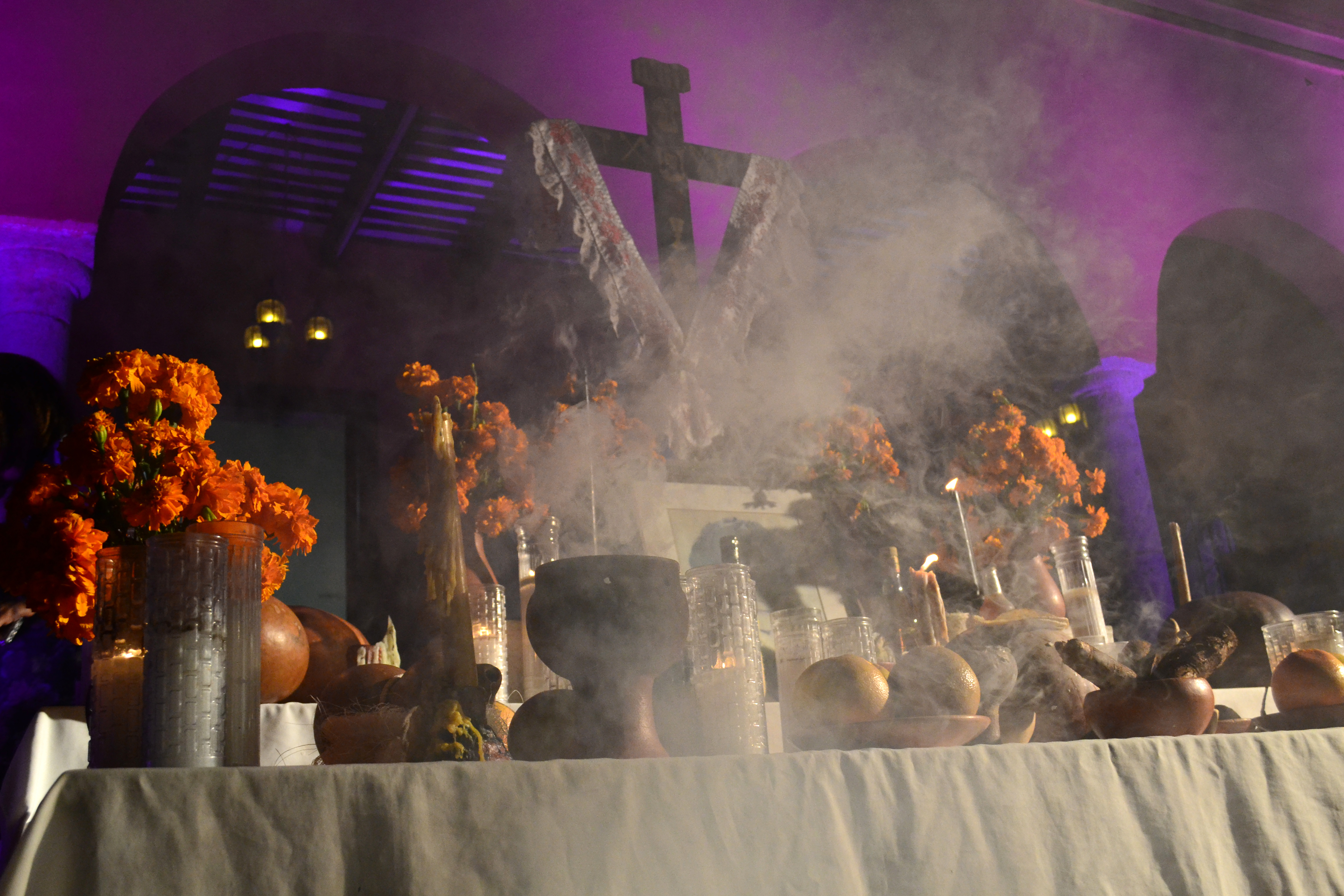
Muestra de altares en Mérida, Yucatán

Por su parte en la región maya, más propia de los estados de Yucatán, Campeche y Quintana Roo, el día de muertos tiene como nombre Janal Pixán, cuyo significado del maya es Comida de ánimas (Janal = comida, pixán = alma o ánima). También se le conoce a las fechas como tiempo de finados. Esta tradición tiene como inicio el 31 de octubre, dedicado a los niños que fallecieron. Ese día se adorna el altar con colores alegres, juguetes y las comidas que el infante solía disfrutar. La fiesta de los adultos es el día 1 de noviembre, dónde las decoraciones son más sobrias, de manteles blancos y, dependiendo de las labores que ejercía la persona, estarán los elementos en el altar. El día 2 de noviembre se le dedica a todos los santos. Después de esto se celebra el ochavario o bix, es decir, que ya han pasado ocho días desde que empezaron las fechas de finados. Ese día se suele ir al cementerio con rezos y atole nuevo. En estas celebraciones, se acostumbra a poner un altar en la entrada con un poco de comida tradicional y agua para lo que se llama «el ánima sola», que hace referencia a las animas que no tienen un lugar al cual ir, o ya no tienen una descendencia o persona que les recuerde.
Esta celebración tiene como resultado el mestizaje español y maya. Se suelen hacer grandes tamales de nombre mukbil pollo o pib, que son tradicionalmente enterrados, y otros alimentos de la cocina yucateca. 

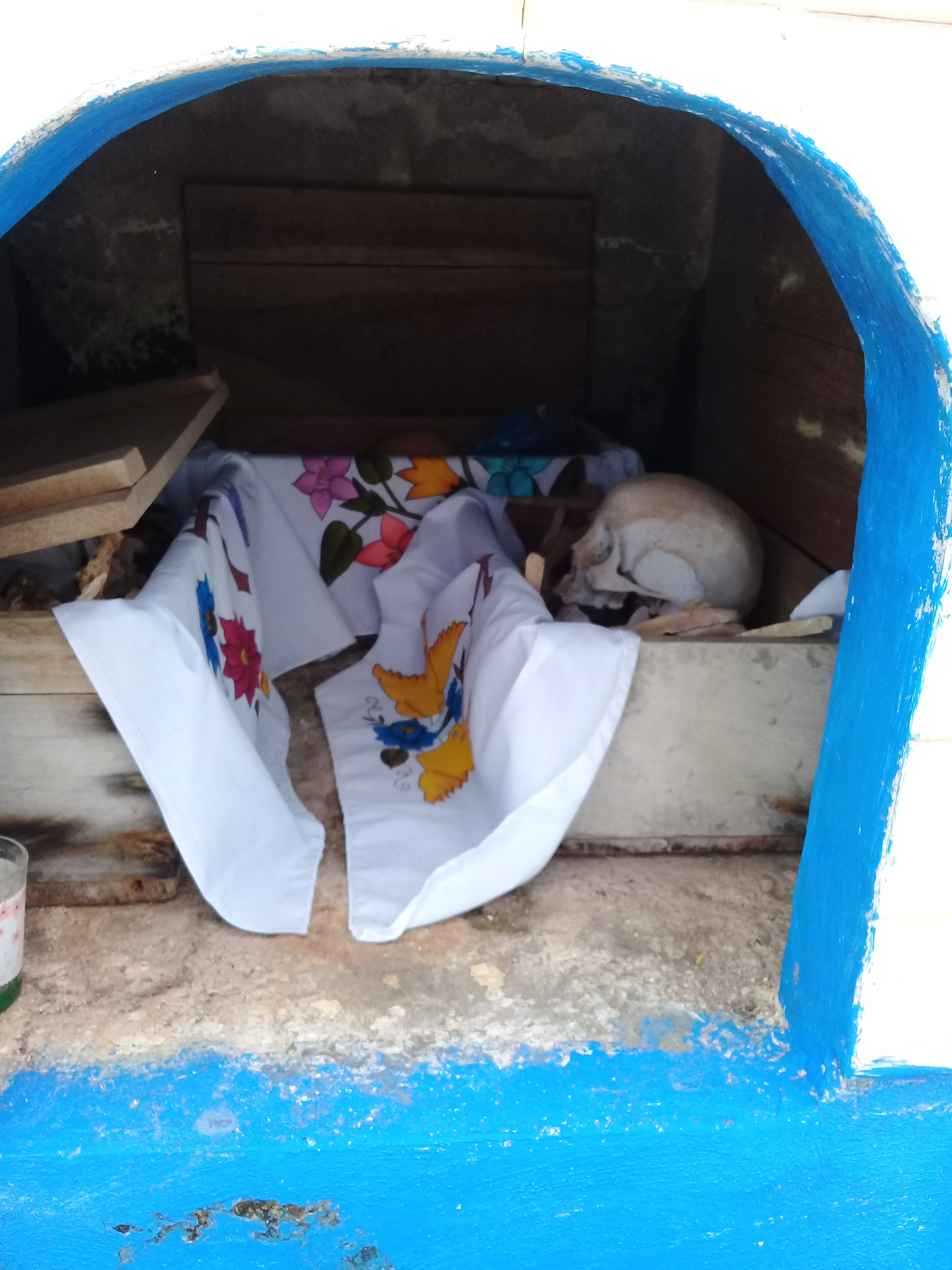
Limpieza de los Santos Restos o Cho Ba'ak.

Hay casos únicos, como el del Pomuch, Campeche, dónde los familiares desentierran los huesos de sus fallecidos, los limpian y después envuelven en servilletas nuevas y bordadas especialmente para la ocasión, volviéndo a depositarlos entonces en su tumba y se le realiza la tradicional ofrenda con alimentos y bebidas.

## Celebración fuera de México

### Norte y Centroamérica

#### Belice
Al igual que en los estados mexicanos de la península de Yucatán, la celebración del día de muertos está presente en el norte de Belice, específicamente en los distritos de Corozal, Orange Walk y Cayo, donde se presenta la tradición del Janal Pixán, celebrado los días 31 de octubre y 1 y 2 de noviembre. Se preparan los alimentos como el mukbil pollo, relleno negro, tamales y todo lo referente a la cocina maya peninsular y se suelen poner altares con los elementos identitarios.

#### Guatemala

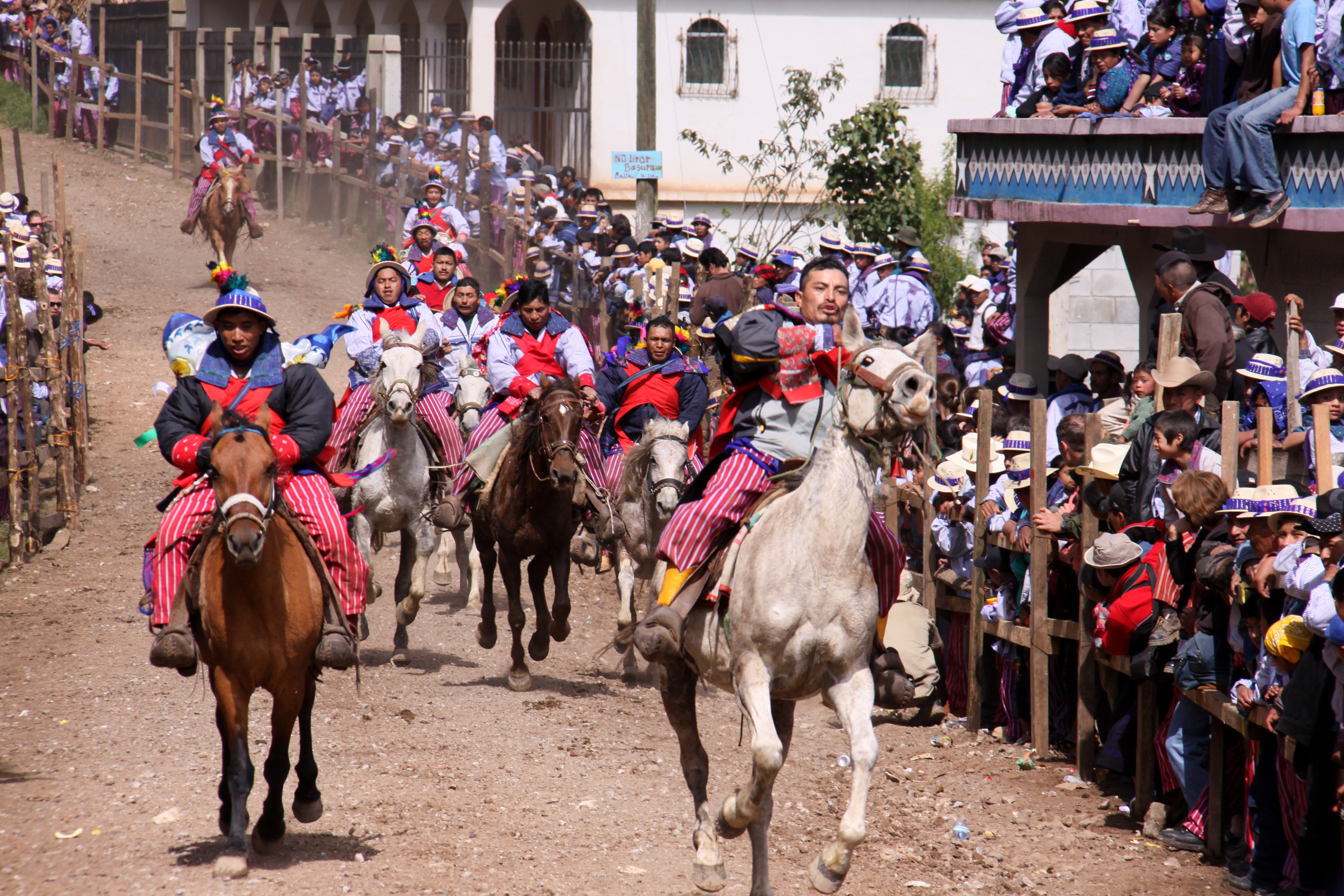
Carrera de las Cintas o de Todos los Santos, una tradición muy arraigada de Huehuetenango y sus alrededores.

En Guatemala, el 2 de noviembre se celebra el Día de los Fieles Difuntos, una tradición en la que los guatemaltecos visitan los cementerios para honrar a sus difuntos con ofrendas y flores.  La gastronomía juega un papel crucial en esta celebración, con la preparación de platillos tradicionales como el fiambre, una ensalada que combina diversos ingredientes, principalmente embutidos, y una variedad de dulces como torrejas, molletes, jocotes en miel, mangos en conserva y ayote en miel, que se comparten en familia. La celebración, que refleja la fusión de tradiciones mayas e influencias católicas, también incluye, el 1 de noviembre, la tradición de volar barriletes gigantes, elaborados artesanalmente con papel y varas. Estos imponentes barriletes, que se elevan al cielo, representan un gesto simbólico de conexión entre los vivos y los difuntos, un elemento crucial en la cosmovisión de ambos grupos culturales.

### Sudamérica

#### Bolivia

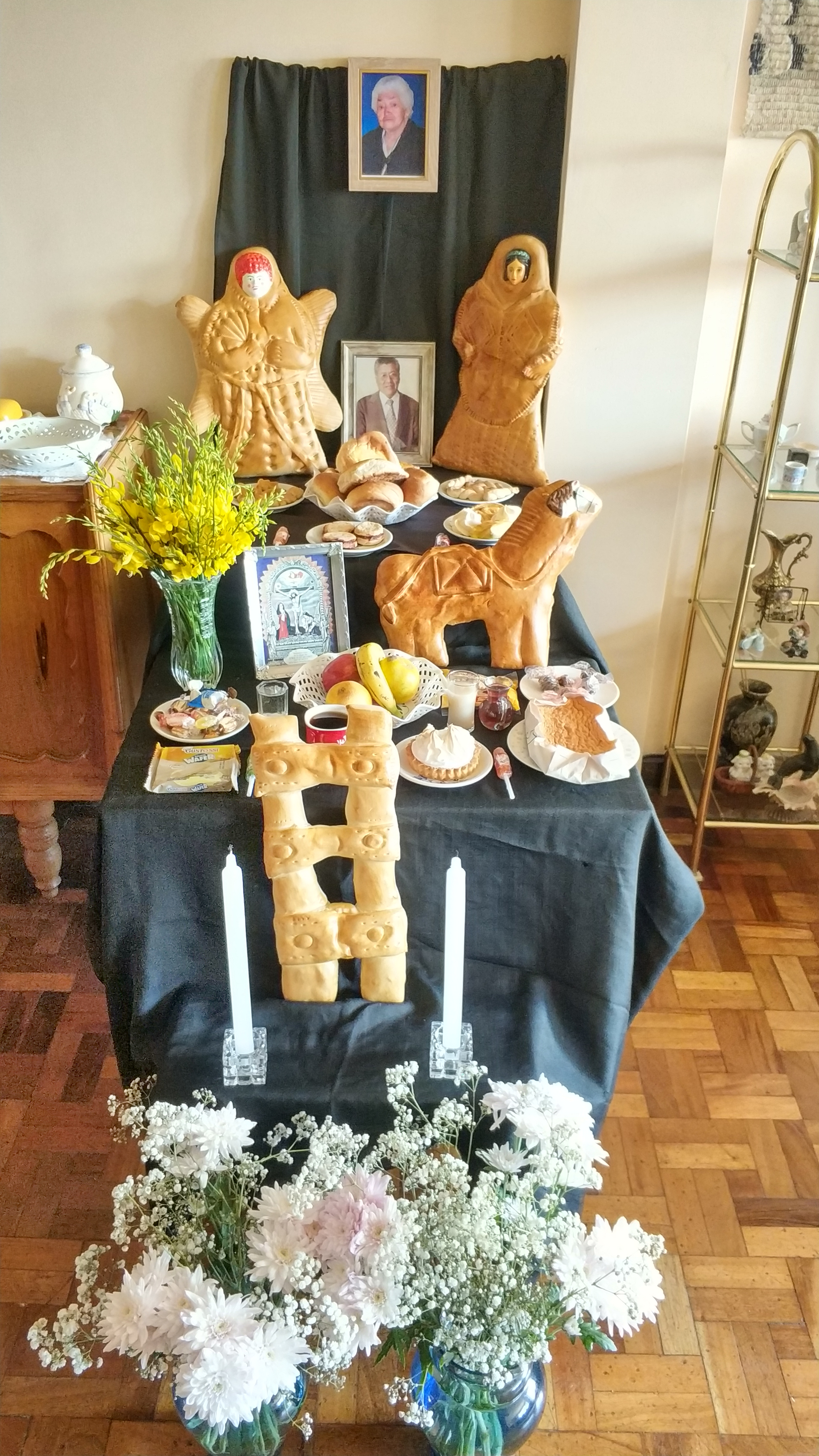
Altar de Todos Santos en Bolivia

La celebración inicia el 1 de noviembre alrededor del mediodía, cuando se construye un altar doméstico o una tumba simbólica, conocida como apxäta. Este espacio está destinado a servir como punto de encuentro entre las almas de los difuntos y los vivos, quienes buscan comunicarse con ellos a través de la música y las plegarias. El altar generalmente tiene dos o tres niveles, cubiertos con tela negra o morada si el difunto era adulto, y blanca si era joven. Consiste a menudo en una mesa pequeña sobre una más grande, decorada con objetos que se ofrecen al difunto, como fotografías, velas encendidas, objetos sagrados y pertenencias personales. También se colocan panes llamados t'anta wawas que tienen formas que representan a los muertos, incluyendo caras que distinguen el sexo y la edad, escaleras para subir al cielo, animales y cruces. Estos panes también se ofrecen a quienes rezan por el alma del difunto. Durante este tiempo, grupos de personas visitan distintas casas para rezar por el alma del difunto y, a cambio, reciben dinero, comida, bebida u otras ofrendas. El 2 de noviembre, los familiares llevan al cementerio los elementos del altar, repitiendo las ceremonias realizadas en las casas desde la llegada simbólica de las almas hasta el amanecer, celebrando durante toda la noche. 
En el pasado, las comunidades solían desenterrar a sus muertos de las chullpas, una práctica que fue prohibida durante la conquista española. 
Esta festividad también se celebra en las provincias argentinas de Jujuy y Salta.

### Asia

#### Filipinas
La tradición filipina, conocida como Undrás o Undás (del español Honras), Todos Los Santos y Araw ng mga Patay (tagalo, 'día de los muertos'), coincide con los festejos filipinos Día de los Santos el 1 de noviembre y Día de los Espíritus el 2 de noviembre de cada año. Durante el undrás, los familiares y amigos visitan el cementerio en el que están enterrados los fallecidos para limpiar el mausoleo o la tumba, encender velas y realizar una reunión familiar.
Esta tradición es una de las grandes influencias culturales que recibió Filipinas de México durante la época de la colonización española, en la gran parte de la cual Filipinas estuvo bajo la administración de Nueva España.

## En la cultura popular

### Literatura
- La novela Bajo el volcán de Malcolm Lowry se desarrolla en México durante el Día de Muertos.
- La novela Days of the Dead de Barbara Hambly se desarrolla durante el Día de Muertos en 1835.
- En la novela El árbol de la noche de brujas de Ray Bradbury, los personajes contemplan la forma en que se celebra el Día de Muertos.

### Cine
- La película Macario (1959), protagonizada por Ignacio López Tarso, tiene lugar durante la víspera del Día de Muertos.

- La película Calacán (1985) también se desarrolla en vísperas del Día de Muertos.

- El clímax de la película Once Upon a Time in Mexico se ubica en medio de un desfile durante el Día de Muertos.
- La película The Crow: City of Angels se desarrolla durante la celebración del Día de Muertos.
- La película mexicana de animación La leyenda de la Nahuala narra una historia que tiene lugar el 1 de noviembre de 1807.
- En la película Blood in Blood Out, una matanza en la cárcel se lleva a cabo en honor al Día de Muertos.
- El cortometraje Hasta los huesos de René Castillo hace alusión al culto de la muerte en México.
- En la película animada Scooby-Doo y el monstruo de México, los personajes principales son invitados a celebrar el Día de Muertos en Veracruz.
- La trama de la película All Souls Day de Jeremy Kasten transcurre íntegramente en México durante la celebración del Día de Muertos.
- La película animada El libro de la vida posee una temática relacionada con esta festividad.
- Al principio de la película de James Bond Spectre, Bond (Daniel Craig) aparece en un desfile y una fiesta de disfraces durante el Día de Muertos.[69][70]
- En la película Batman v Superman: Dawn of Justice (2016), se muestra una escena donde Supermán salva a una niña de un edificio en llamas en Ciudad Juárez, mientras todos los demás están en festejos del Día de Muertos.[71]
- La película de animación Coco (2017) del estudio estadounidense Pixar transcurre íntegramente durante las celebraciones del Día de Muertos en un poblado ficticio de México llamado Santa Cecilia.
- En la película Beverly Hills Chihuahua (2008), se hace una referencia al Día de Muertos en una escena donde Delgado le cuenta a Chloe que es una festividad que los humanos realizan para honrar a sus ancestros.
- La película Día de Muertos (2019) es una película de animación mexicana dirigida por Carlos Gutiérrez Medrano y estrenada en 2019.
- En la película mexicana de animación La leyenda de la Llorona, la tradición del Día de Muertos se puede ver en ciertas partes, aunque no se menciona explícitamente, se puede entender que está ubicada entre el 1 y 2 de noviembre de 1808 y 1809.
- En la película Harry Potter y el prisionero de Azkaban, dirigida por Alfonso Cuarón, se muestra una escena donde aparecen calaveritas de azúcar, tradicionales del Día de Muertos.

### Televisión
- Un episodio de la serie animada Maya y Miguel hace referencia al Día de Muertos.
- La serie animada El Tigre: las aventuras de Manny Rivera, transmitida por Nickelodeon, tiene un capítulo especial dedicado al Día de Muertos.
- La serie animada ¡Mucha lucha! también tiene un capítulo especial dedicado al Día de Muertos.
- El episodio de inicio de la telenovela La Reina del Sur muestra la celebración del Día de Muertos.
- En la serie Mentes criminales, se pueden ver referencias en dos capítulos. El capítulo 19 de la primera temporada, «Machismo», transcurre en México, y en el capítulo 6 de la novena temporada, «En la sangre», Penélope prepara un altar de muertos en el que participa todo el equipo.
- En la serie de televisión Señorita Pólvora, el 2 de noviembre es el cumpleaños del personaje protagonista Valentina Cárdenas, interpretada por Camila Sodi. En el capítulo 2, se celebra su fiesta de cumpleaños basada en el Día de Muertos, donde fue asesinado su padre Octavio Cárdenas (Saúl Lisazo). En el capítulo 70, un año después en ese mismo día, Valentina muere junto con su novio Miguel Galindo, alias «M8» (Iván Sánchez).
- En un episodio de la tercera temporada de Soy Luna, se hace referencia a la celebración del Día de Muertos con una fiesta en la pista, la Roller Jam del Día de Muertos. En ese mismo episodio, se muestra un altar de muertos dedicado a los padres biológicos de Luna, Lily y Bernie Benson.
- En la serie de Cartoon Network Víctor y Valentino, hay ciertos capítulos especiales situados durante esta festividad.
- En octubre de 2021, se estrenó el especial animado para televisión Catalina la Catrina, enfocado en esta tradición.

### Música
- En 2010 se publicó Sepulcro Bohemio, un disco con varias canciones de historias del Día de Muertos, en el que participan diferentes cantautores como Erandini Aparicio, Iván Antillón y José Riaza.[72]

### Videojuegos
- En el videojuego Grim Fandango de Tim Schafer (1998), el personaje Manny Calavera habita en la tierra de los muertos y emprende un largo viaje lleno de aventuras para alcanzar el descanso. El juego incluye numerosas alusiones visuales y temáticas a la celebración del Día de Muertos.
- En el videojuego LittleBigPlanet hay un nivel llamado «La ceremonia de la boda», basado en el Día de Muertos.

### Productos de consumo
- The Walt Disney Company anunció en 2012 que trabajaba en una película animada con la temática del Día de Muertos e intentó patentar el nombre «Día de los Muertos» en 2013 para comercializar la película, juguetes y alimentos.[73][74] Sin embargo, desistió de esta acción días después.
- Previo a la celebración del Día de Muertos, aumenta la demanda de algunos productos de consumo, como artículos de decoración, maquillaje y disfraces relacionados con la festividad. También se mantiene un interés por elementos tradicionales utilizados en los altares, entre ellos velas y veladoras, flores de cempasúchil, calaveras de dulce y portarretratos. Los estados con mayor volumen de ventas de artículos asociados a esta celebración incluyen Guanajuato, Ciudad de México, Oaxaca y Puebla.[75]